# Federación Europea de Balonmano
La Federación Europea de Balonmano (en inglés, European Handball Federation, EHF) es la organización europea que se dedica a regular las normas del balonmano a nivel profesional, así como de celebrar periódicamente competiciones y eventos. Es una de las cinco organizaciones continentales que conforman la Federación Internacional de Balonmano.
Tiene su sede en Viena (Austria) y cuenta, en 2016, con la afiliación de 50 federaciones nacionales. El presidente en funciones, desde el año 2004, es Tor Lian de Noruega.

## Historia
La EHF fue fundada el 17 de noviembre de 1991 en Berlín (Alemania) por representantes de 8 federaciones nacionales: Dinamarca, Finlandia, Francia, Noruega, Países Bajos, Polonia, Suecia y Suiza.
En 1994 se celebró el primer Campeonato Europeo de Balonmano Masculino en Portugal con la participación de 12 selecciones nacionales y el primer Campeonato Europeo de Balonmano Femenino en Alemania con la participación de 12 selecciones nacionales.
La EHF representa a sus miembros en el desarrollo del deporte tanto en términos de talento de base, como de crecimiento comercial. Los eventos organizados por la EHF, como los Campeonatos Europeos de Balonmano masculino y femenino y la Liga de Campeones de la EHF, contribuyen en gran medida a los ingresos, mientras que iniciativas como el balonmano de playa y el balonmano en la escuela amplían el atractivo de este deporte.

## Organización
La estructura jerárquica de la federación está conformada por el presidente, el Secretario General y los Vicepresidentes, el Congreso (efectuado cada año), el Cuerpo Ejecutivo y los Comités Técnicos.

### Presidentes
| N.º | Periodo   | Nombre            | País    |
| --- | --------- | ----------------- | ------- |
| 1   | 1991-2004 | Staffan Holmqvist | Suecia  |
| 2   | 2004-     | Tor Lian          | Noruega |

### Estados miembros
En 2016 la EHF cuenta con la afiliación de 50 federaciones nacionales de Europa.
| N.º | País                 | Federación                                | Página web                                                |
| --- | -------------------- | ----------------------------------------- | --------------------------------------------------------- |
| 1   | Albania              | Federación Albanesa de Balonmano          |                                                           |
| 2   | Andorra              | Federación Andorrana de Balonmano         | Archivado el 25 de octubre de 2014 en Wayback Machine.    |
| 3   | Alemania             | Federación Alemana de Balonmano           |                                                           |
| 4   | Armenia              | Federación Armenia de Balonmano           |                                                           |
| 5   | Austria              | Federación Austríaca de Balonmano         |                                                           |
| 6   | Azerbaiyán           | Federación Azerbaiyana de Balonmano       |                                                           |
| 7   | Bielorrusia          | Federación Bielorrusa de Balonmano        |                                                           |
| 8   | Bélgica              | Federación Belga de Balonmano             |                                                           |
| 9   | Bosnia y Herzegovina | Federación Bosnioherzegobino de Balonmano |                                                           |
| 10  | Bulgaria             | Federación Búlgara de Balonmano           |                                                           |
| 11  | Croacia              | Federación Croata de Balonmano            |                                                           |
| 12  | Chipre               | Federación Chipriota de Balonmano         | Archivado el 31 de mayo de 2009 en Wayback Machine.       |
| 13  | Dinamarca            | Federación Danesa de Balonmano            |                                                           |
| 14  | Eslovaquia           | Federación Eslovaca de Balonmano          |                                                           |
| 15  | Eslovenia            | Federación Eslovena de Balonmano          |                                                           |
| 16  | España               | Real Federación Española de Balonmano     |                                                           |
| 17  | Estonia              | Federación Estonia de Balonmano           | Archivado el 30 de mayo de 2012 en Wayback Machine.       |
| 18  | Islas Feroe          | Federación Feroesa de Balonmano           |                                                           |
| 19  | Finlandia            | Federación Finlandesa de Balonmano        |                                                           |
| 20  | Francia              | Federación Francesa de Balonmano          |                                                           |
| 21  | Georgia              | Federación Georgiana de Balonmano         |                                                           |
| 22  | Grecia               | Federación Helénica de Balonmano          | Archivado el 17 de octubre de 2012 en Wayback Machine.    |
| 23  | Hungría              | Federación Húngara de Balonmano           |                                                           |
| 24  | Islandia             | Federación Islandesa de Balonmano         |                                                           |
| 25  | Irlanda              | Federación Irlandesa de Balonmano         |                                                           |
| 26  | Israel               | Federación Israelí de Balonmano           |                                                           |
| 27  | Italia               | Federación Italiana de Balonmano          |                                                           |
| 28  | Kosovo (Asociada)    | Federación Kosovar de Balonmano           |                                                           |
| 29  | Letonia              | Federación Letona de Balonmano            |                                                           |
| 30  | Liechtenstein        | Federación Liechtensteiniana de Balonmano |                                                           |
| 31  | Lituania             | Federación Lituana de Balonmano           |                                                           |
| 32  | Luxemburgo           | Federación Luxemburguesa de Balonmano     |                                                           |
| 33  | Macedonia del Norte  | Federación Macedonia de Balonmano         |                                                           |
| 34  | Malta                | Federación Maltesa de Balonmano           |                                                           |
| 35  | Moldavia             | Federación Moldava de Balonmano           |                                                           |
| 36  | Mónaco               | Federación Monegasca de Balonmano         |                                                           |
| 37  | Montenegro           | Federación Montenegrina de Balonmano      |                                                           |
| 38  | Noruega              | Federación Noruega de Balonmano           |                                                           |
| 39  | Países Bajos         | Federación Neerlandesa de Balonmano       |                                                           |
| 40  | Polonia              | Federación Polaca de Balonmano            |                                                           |
| 41  | Portugal             | Federación Portuguesa de Balonmano        |                                                           |
| 42  | República Checa      | Federación Checa de Balonmano             |                                                           |
| 43  | Reino Unido          | Federación Británica de Balonmano         |                                                           |
| 44  | Rumania              | Federación Rumana de Balonmano            |                                                           |
| 45  | Rusia                | Federación Rusa de Balonmano              |                                                           |
| 46  | Serbia               | Federación Serbia de Balonmano            |                                                           |
| 47  | Suecia               | Federación Sueca de Balonmano             | Archivado el 18 de septiembre de 2013 en Wayback Machine. |
| 48  | Suiza                | Federación Suiza de Balonmano             |                                                           |
| 49  | Turquía              | Federación Turca de Balonmano             |                                                           |
| 50  | Ucrania              | Federación Ucraniana de Balonmano         |                                                           |

### Ranking de Ligas 2011
- Esta tabla refleja el ranking de ligas europeas según sus resultados en las competiciones continentales en los últimos años y el reparto de las plazas en las mismas para la temporada 2012/2013 fue publicada 5/7/2011.
- El coeficiente se calcula con los resultados de las temporadas 2008/2009, 2009/2010 y 2010/2011.
- La EHF otorga la última plaza para la Champions League por medio de una Wild Card que se la jugarán cuatro equipos invitados por la EHF en un torneo a principios del mes de septiembre.
- En la nueva EHF European Cup, nueva competición creada uniendo la EHF Cup y la Recopa, y la Challenge Cup el país ganador del año anterior tiene una plaza extra para la siguiente temporada.

| '    | PAIS                 | PUNTUACION | TOTAL | CHL | EUC | CHC |
| ---- | -------------------- | ---------- | ----- | --- | --- | --- |
| 1.º  | Alemania             | 149,78     | 5     | 3   | 2   | 0   |
| 2.º  | España               | 132,89     | 5     | 3   | 2   | 0   |
| 3.º  | Francia              | 69,67      | 4     | 2   | 2   | 0   |
| 4.º  | Rusia                | 56,50      | 4     | 2   | 2   | 0   |
| 5.º  | Hungría              | 51,78      | 4     | 2   | 2   | 0   |
| 6.º  | Eslovenia            | 50,64      | 4     | 2   | 2   | 0   |
| 7.º  | Dinamarca            | 50,56      | 4     | 1   | 2   | 1   |
| 8.º  | Suiza                | 44,75      | 4     | 1   | 2   | 1   |
| 9.º  | Rumanía              | 37,50      | 4     | 1   | 2   | 1   |
| 10.º | Croacia              | 29,75      | 4     | 1   | 2   | 1   |
| 11.º | Portugal             | 27,25      | 4     | 1   | 2   | 1   |
| 12.º | Macedonia            | 23,58      | 4     | 1   | 2   | 1   |
| 13.º | Suecia               | 23,08      | 4     | 1   | 2   | 1   |
| 14.º | Bosnia y Herzegovina | 22,33      | 4     | 1   | 1   | 2   |
| 15.º | Serbia               | 21,17      | 4     | 1   | 1   | 2   |
| 16.º | Polonia              | 19,83      | 4     | 1   | 1   | 2   |
| 17.º | Noruega              | 17,75      | 4     | 1   | 1   | 2   |
| 18.º | Austria              | 17,08      | 4     | 1   | 1   | 2   |
| =    | Ucrania              | 17,08      | 4     | 1   | 1   | 2   |
| 20.º | Turquía              | 13,42      | 4     | 1   | 1   | 2   |
| 21.º | Islandia             | 13,25      | 4     | 1   | 1   | 2   |
| 22.º | Eslovaquia           | 11,58      | 4     | 1   | 1   | 2   |
| 23.º | Montenegro           | 11,00      | 4     | 1   | 1   | 2   |
| 24.º | Grecia               | 10,91      | 4     | 1   | 1   | 2   |
| 25.º | Bielorrusia          | 10,58      | 4     | 1   | 1   | 2   |
| 26.º | Israel               | 10,33      | 4     | 1   | 1   | 2   |
| 27.º | Italia               | 10,17      | 4     | 1   | 1   | 2   |
| 28.º | Bulgaria             | 7,78       | 4     | 0   | 1   | 3   |
| 29.º | Luxemburgo           | 7,20       | 4     | 0   | 1   | 3   |
| 30.º | Estonia              | 6,18       | 4     | 0   | 1   | 3   |
| 31.º | Holanda              | 5,78       | 4     | 0   | 1   | 3   |
| 32.º | Chipre               | 3,64       | 4     | 0   | 1   | 3   |
| 33.º | República Checa      | 3,27       | 4     | 0   | 1   | 3   |
| 34.º | Bélgica              | 3,18       | 4     | 0   | 1   | 3   |
| 35.º | Kosovo               | 2,33       | 1     | 0   | 1   | 0   |
| =    | Letonia              | 2,33       | 4     | 0   | 1   | 3   |
| 37.º | Lituania             | 2,18       | 4     | 0   | 1   | 3   |
| 38.º | Georgia              | 1,33       | 4     | 0   | 1   | 3   |
| 39.º | Islas Feroe          | 0,56       | 4     | 0   | 1   | 3   |
| 40.º | Irlanda              | 0,44       | 4     | 0   | 1   | 3   |
| 41.º | Moldavia             | 0,33       | 4     | 0   | 1   | 3   |
| =    | Inglaterra           | 0,33       | 4     | 0   | 1   | 3   |
| 43.º | Albania              | 0,11       | 4     | 0   | 1   | 3   |
| =    | Finlandia            | 0,11       | 4     | 0   | 1   | 3   |
| 45.º | Armenia              | 0,00       | 4     | 0   | 0   | 4   |
| =    | Azerbaiyán           | 0,00       | 4     | 0   | 0   | 4   |
| =    | Liechtenstein        | 0,00       | 4     | 0   | 0   | 4   |
| =    | Malta                | 0,00       | 4     | 0   | 0   | 4   |
| =    | Mónaco               | 0,00       | 4     | 0   | 0   | 4   |
| =    | Escocia              | 0,00       | 4     | 0   | 0   | 4   |
| N    | Andorra              | 0,00       | 0     | 0   | 0   | 0   |

## Competiciones de balonmano europeo
Existen cuatro competiciones continentales donde participan los mejores equipos de balonmano europeo, que dependiendo de su clasificación liguera o la consecución de algún título copero, participan en una u otra competición. No obstante, no todos los equipos que militan en una liga de balonmano en Europa tienen derecho a participar en alguna de las competiciones europeas, sino que lo harán aquellas entidades que queden clasificadas en las primeras posiciones, acudiendo a las competiciones continentales según las normas de la Federación Europea de Balonmano. En España, los tres primeros clasificados de la Liga ASOBAL disputan en la temporada siguiente la Liga de Campeones, el cuarto participa en la Recopa de Europa y el quinto lo hace en la Copa EHF, aunque esto no siempre se cumple.

### Campeonato Europeo de Selecciones
Cada dos años, la Federación Europea de Balonmano organiza el Campeonato Europeo de Balonmano donde se enfrentan las mejores selecciones absolutas de los países del Viejo Continente. Los años pares en categoría masculina y los impares en categoría femenina. 
También organiza los Campeonatos de Europa de categorías inferiores Junior y Juvenil.
Desde el año 2020 se organiza la EHF EURO CUP, otro campeonato entre las cuatro mejores selecciones europeas, debido a que estas selecciones ya están clasificadas, y no tienen partidos de clasificación. Siendo un título oficial.

### Liga de Campeones
La Liga de Campeones de balonmano enfrenta a los mejores equipos profesionales del balonmano europeo, siguiendo un formato muy similar al del fútbol, aunque con diferencias. Es más conocida como Copa de Europa de Balonmano.

### Recopa de Europa
La Recopa de Europa de balonmano es la segunda competición en discordia tras la Copa de Europa. Se distingue también por el gran nivel de los conjuntos que la disputan. Se clasifican los equipos que no logran acceder a la Liga de Campeones, lo que normalmente supone que participan los segundos, terceros o cuartos mejores clasificados de las ligas europeas. Tras una primera ronda, donde seis equipos buscan no ser eliminados, se celebra la segunda ronda, donde entran veintitrés nuevos equipos, que se unen a los tres ganadores de la primera ronda. Después de un sorteo se celebra la eliminatoria a doble partido, de donde saldrán los clasificados para la tercera ronda. En ella, esperan tres nuevos participantes, por lo que conforman una parrilla de dieciséis equipos, dando comienzo las eliminatorias sin posibilidad de entrada de nuevos equipos. Tras los octavos, los cuartos de final y la semifinal, se juega la final a doble partido (no a un único partido, como en el caso del fútbol).

### Copa EHF
Supone la tercera competición de mayor prestigio. En ella participan también entidades de gran potencial, aunque de menor categoría si las comparamos con las participantes en la Recopa o en la Copa de Europa. Con un sistema similar al de la Recopa, enfrenta a treinta y dos equipos, en tres rondas previas, para dejar luego a tan sólo la mitad en octavos de final. Las eliminatorias también son a doble partido, incluyendo la final.

### Challenge Cup
Es la de menor renombre en el balonmano europeo. Enfrenta a los mejores equipos de países donde el balonmano cuenta con menos adeptos y, por tanto, con menor presupuesto y calidad de plantillas (Irlanda, Italia, Inglaterra, Turquía...). También, participan conjuntos profesionales de mucho menor nivel que el de los clasificados en la Copa EHF, en la Recopa o, por supuesto, en la Copa de Europa. Así, vemos equipos serbios, montenegrinos, rusos o austriacos, entre otros. Existe una ronda previa donde se forman tres grupos de cuatro equipos, de los cuales, se clasifican los dos mejor clasificados. Después, comienzan las eliminatorias a doble partido desde los dieciseisavos de final.